# Cueva del Niño
Cueva del Niño är en grotta belägen i kommunen Aýna, i provinsen Albacete, mellan bergstopparna Albarda (1250 m) och Halcón (1232 m), på högra sidan om floden Mundo. Lokalbefolkningen kallade förr grottan för "barngrottan" på grund av målningarna där. Platsen utsågs 1998 till Bien de Interés Cultural (kulturintresse) av Unesco, med tanke på det stora värdet av de grottmålningar som finns där. Cueva del Niño utmärker sig särskilt för att vara en av de få arkeologiska platserna med paleolitiska grottmålningar som finns på högplatån meseta central.

## Geografi och landskap
Cueva del Niño ligger i södra delen av provinsen Albacete, i hjärtat av Sierra de Alcaraz, en bergskedja som fungerar som övergång mellan bergskedjan Prebética och La Mancha. Det är ett omväxlande landskap, där närvaron av raviner och flodbäddar utgör en komplex och uppsprucken natur. Vegetationen runt grottan är typisk för medelhavsskog, huvudsakligen bildad av tallar och buskig vegetation, såsom espartogräs, en växt av stor betydelse i den traditionella ekonomin. Bland den rika faunan märks den iberiska stenbocken.

## Historia
Platsen upptäcktes den 1 maj 1970 och publicerades 1971 av Martín Almagro Gorbeai en utförlig artikel där målningarna beskrivs i detalj. Senare, 1973, genomförde ett team från universiteten i Cambridge och London, under ledning av I. Davidson utgrävningar i grottan. De var en del av Early Agriculture Research Project. Sedan dess har både målningarna och den arkeologiska platsen varit föremål för olika revideringar och analyser. Sedan 2008 har ett omfattande projekt genomförts för att granska platsen, inklusive de paleolitiska grottmålningarna.

## Beskrivning
Grottrummet är i allmänhet ovalt till formen, med cirka 30 meters utsträckning .Den består av två huvudkroppar. Den första består av den så kallade vestibulen,  omedelbart vid ingången. I vestibulen är jordlagret ganska regelbundet, uppbyggt av ett rödaktigt sediment av lera. Separerad från detta första rum av en formation av stalagmiter finns ett andra grottrum, vars morfologi är mer komplex, på grund av närvaron av stora block från jordskred och förekomsten av en kon av skräp. Grottans topografi kompletteras med andra mindre kroppar och några sidogallerier med liten utbredning. Mynningen till grottan har en låg öppning på grund av att den är delvis igensatt. Den mynnar ut i ett stenigt bergskydd som är cirka 10 meter långt, beläget vid foten av en klippa och framför en liten terrass.

## Paleolitisk konst

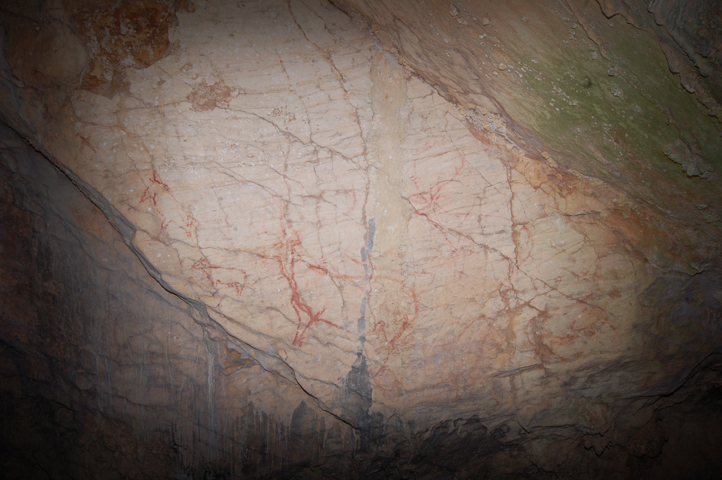
Detalj av huvudmotivet

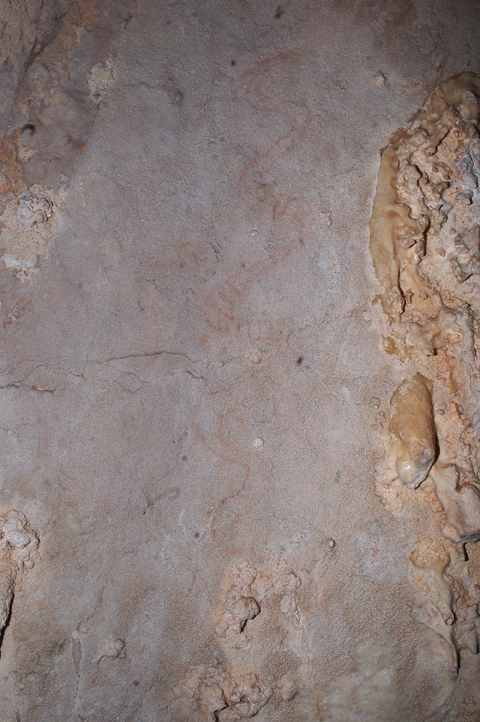
Del av ormfiguren

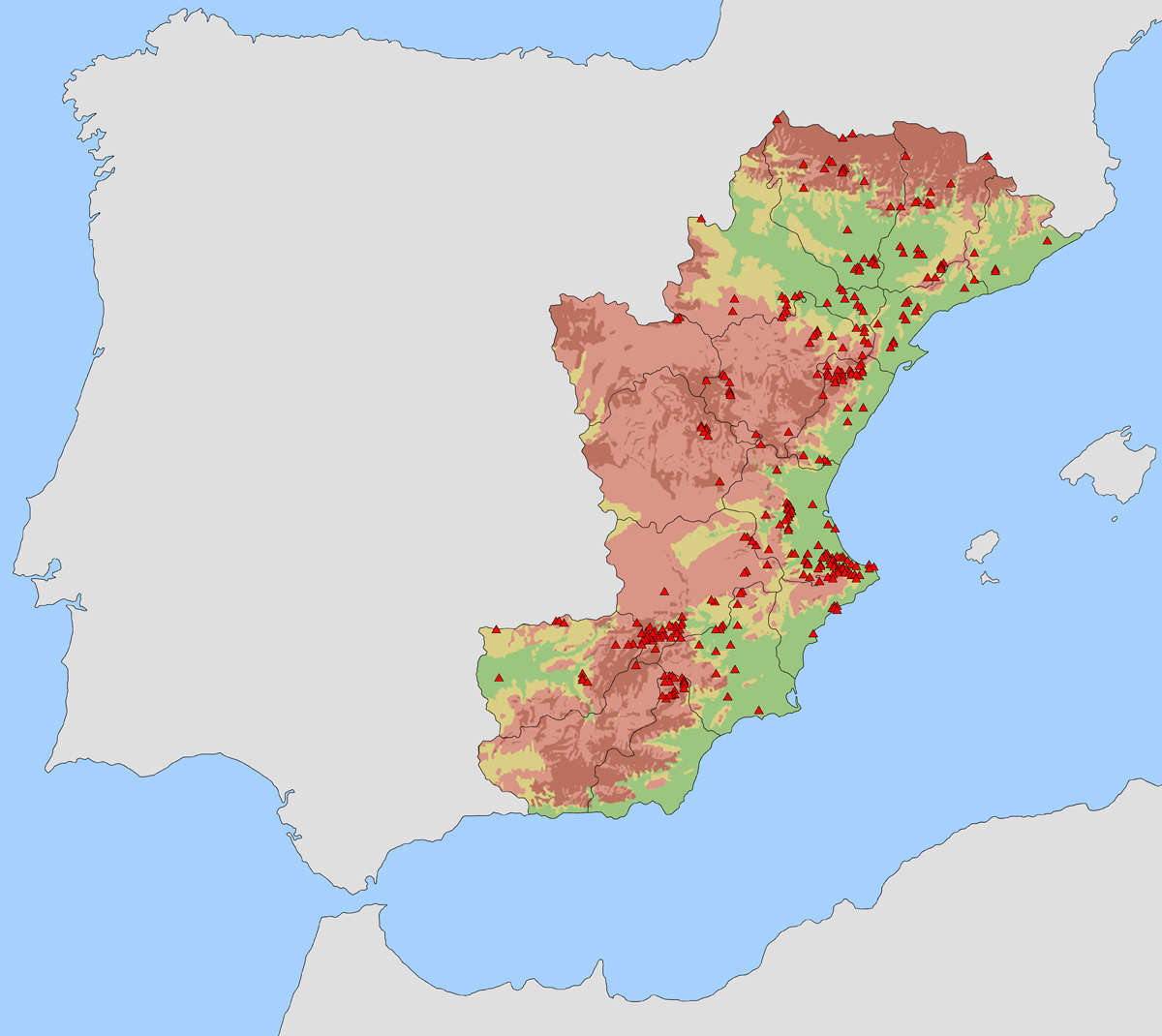
Hällristningar från Iberiska halvöns medelhavsbåge

Cueva del Niño är ett av de få kända exemplen på paleolitisk konst i det inre av den iberiska halvön, vilket ger den särskild relevans. Inne på högplatån finns andra anmärkningsvärda platser med hällristningar, som Cueva de los Casares, Cueva de la Griega eller Coa-dalen. Å andra sidan har vi många exempel på väggmålningar i Medelhavsbågen på den sydöstra delen av halvön såsom Parpalló-grottan, Wonders-grottan, Nerja-grottan, Piletagrottan eller Ardales-grottan.
Konsten i grottan kom till under senpaleolitikum, en period som i Europa omfattar tiden från 40 000 år sedan till cirka 10 000 år före nutid. Under denna period i slutet av pleistocen, var klimatförhållandena kallare och torrare än i modern tid. Mänskliga samhällen bestod av jägare och samlare, av moderna människor (Homo Sapiens). En C-14 datering av ett benfragment som hittades under utgrävningen 1973, i resterna av en härd som ligger precis vid foten av huvudförekomsten av de paleolitiska målningar hade en ålder på cirka 27 000–28 000 år B.P. (kalibrerad). Det placerar målningarna i den gravettianska perioden. Detta stämmer bra med andra observationer på den iberiska halvön. Detta innebär att målningarna eller åtminstone några av dem skulle vara äldre än vad tidigare verk föreslagit. De baserade sin datering uteslutande på Leroi-Gourhans system av stilar, vilket skulle placera målningarna i Solutrean och/eller Magdalenian.
Det finns två grupper med målningar i grottan. Den största finns i grottans vestibul, i det första rummet, mycket nära ingången och i ett svagt upplyst område med skymningsljus. Målningarna är placerade på entréns vänstra vägg och panelen är totalt cirka två meter lång. Avståndet mellan målningarna och grottans ingång är cirka 15 meter, vilket gör att målningarna blir svagt upplysta av dagsljus. Grottans mynning har fyllts igen med sediment, och  den ursprungliga ingången var större under den paleolitiska perioden och gav mera ljus. I denna grupp finns det totalt tretton motiv. Nio zoomorfa (djurformade) figurer sticker ut. Alla figurer är gjorda i olika nyanser av rött färgämne. Troligen användes ockra då de målades. Panelen är organiserad kring två stora hjortar och en hjort, som utgör den centrala figuren. De omges av två små hindar vända mot varandra och en häst. Ytterst på sidorna av panelen avbildades två getter vända utåt. De kompletteras av en målning av bovidfigur som är svårt skadad och målad på en vägg vinkelrätt mot resten av figurerna.
Den andra gruppen målningar finns i ett litet sidorum till den andra grottsalen. Denna grupp består av mycket färre bilder och framhäver en liten figur av en häst, en schematiskt tecknad get och en stor figur av en orm. Avbildade ormar är mycket sällsynta  i paleolitisk konst.

### Levantinsk konst
Utanför grottan, i det steniga bergskyddet vid mynningen, finns också förhistoriska målningar. De kallas levantisk konst på iberiska halvön men på svenska motsvarar de hällmålningar. De föreställer flera mänskliga figurer rumsligt grupperade i en relation till varandra och bildar en mycket speciell sammansättning. Den mänskliga figuren, androgyn, både manlig och kvinnlig, är unik inom den levantinska konsten, figurativt bildmässig, enfärgad med ett platt uttryck, målad med en unik teknik, troligen med fågelfjädrar som pensel med det så kallade levantinska pennstrecket. Förhistoriska hällristningar och deras motiv avbildar kanske den religiösa tron hos de sista jägar- och samlargrupperna under epipaleolitikum (10 000–6 500 år f.v.t.).  Denna typ av konst finns i Spanien vid Cueva de la Vieja (Alpera), i Minateda (Hellín), i Barranco Segovia och vid Cerro Barbatón (Letur) och Solana de las Covachas och Torcal de las Bojadillas (Nerpio), bland annat. 
Den sista  formen av denna konstutveckling sammanföll med de neolitiska grupperna, som hade andra trosuppfattningar, och uttryckte sig i en abstrakt konst, känd som schematisk konst för cirka cirka 6 500 år  sedan. De stora värdena i den levantinska konsten, som uteslutande bara finns i den östligaste delen av den iberiska halvön, förklarade Unesco som världsarv 1998 under benämningen Hällristningar i Medelhavsbågen på den iberiska halvön.

## Arkeologisk utgrävning och analys
1973 genomfördes arkeologiska undersökningar för att dokumentera forna aktiviteter i grottan. Platsen hade en djup stratigrafi med flera arkeologiska nivåer med början i slutet av mellanpaleolitikum, som fortsatte under andra halvan av övre paleolitikum, epipaleolitikum och slutligen under neolitikum. Under utgrävningen dokumenterades stenredskap, och många faunarester som bergsget, häst, hjort, uroxe och noshörningsrester, medan keramikskärvor bara fanns på de övre nivåerna. En del av detta material finns utställt i Albacetes arkeologiska museum. 
2010 studerades det opublicerade arkeologiska materialet från utgrävningen 1973. Genomgång bestod av litiska studier av stenverktyg från platsen. Osteologiska studier av skelettdelar och botaniska analyser av växtrester. Datering med olika metoder gjordes för att studera platsens ålder och kronologin i de olika faserna av bosättning i grottan.

### Mellanpaleolitikum
Mellanpaleolitikum, ofta slarvigt kallad Moustérien, sträcker sig från den senaste interglacialen 125 000 BP till dess att moderna människor etablerade sig i  Europa för cirka 40 000 år sedan. Europa befolkades av neandertalare. Mellanpaleolitikum hade glaciala klimat- och miljöförhållanden i Europa, vilket gynnade utvecklingen av barrskogar och stäpper i stora delar av Europa, samt förekomsten av djur som var anpassade till kylan som mammut, ullhårig noshörning, ren, etc. Vissa forskare har dock föreslagit att den iberiska halvön skulle ha fungerat som en klimatfristad, med mildare förhållanden än i resten av Europa, men i vilket fall som helst kallare och torrare än idag.
I Cueva del Niño har flera perioder dokumenterats då platsen var bebodd av neandertalare, med de viktigast är två huvudfaser:
Första gången grottan användes av neandertalare var för cirka 100 000 år sedan. Dateringen är gjord med Amino Acid Racemization (AAR) -metoden, även om sådan datering är problematisk. Närvaron av människor vid denna tid är inte väldokumenterad. En mer väl dokumenterad bosättning (den lägre nivån i den stratigrafiska sekvensen), daterades med AAR till 55 000 år före nutid. I denna fas jagade neandertalarna som bodde i El Niño-grottan främst getter, och hästar, och delvis andra hovdjur som hjortar och uroxar. Rester av noshörningar, lodjur, kaniner och björnar hittades också i detta lager,  men det är oklart om de var jaktbyten nedlagda av neandertalarna. Vidare dokumenterades fältnäbbmus och grå näbbmus. Man hittade också växtrester. Stenverktyg tillverkades av importerade råvaror av god kvalitet, såsom flinta som inte förekommer i grottans närhet.
Det andra viktiga ögonblicket då neandertalarna ockuperade grottan inträffade troligen i slutet av mellanpaleolitikum. Nivå III–IV daterades med C-14 till cirka 33 000 år före nutid, även om dateringen gjordes på bioapatit. Brist på kollagen i de analyserade benen omöjliggjorde traditionell C-14 datering, så dateringen är osäker och kan vara äldre. Om dateringen av denna nivå är riktig, skulle det vara en mycket sen neandertalboplats, och det skulle stödja idén att neandertalare kunde överleva på södra delen av den iberiska halvön mycket längre än i resten av Europa, där de dog ut för cirka 40 000 år sedan. Men flera av dessa sena dateringar har  ifrågasatts på grund av radiokolmetodens begränsningar. Små föroreningar av recentare kol får stor påverkan då man ska mäta prov från gamla platser som har lite kvar av C-14.
Under den andra bosättningen verkar neandertalarna ha förändrat sitt levnadssätt från den äldsta nivån. Jakten var främst inriktad på getter och i mindre utsträckning hjortar. Rester av stora däggdjur som hästar förekommer inte längre. Den litiska industrin är annorlunda. Kvartsit används som råvara i mycket större utsträckning än flinta. Flintverktyg verkar komma till platsen redan förberedda, mest så kallade moustérienspetsar, medan andra verktyg tillverkas av kvartsit från grottans närområde då de behövdes, med  Levalloisteknik.
Studiet av dessa två huvudsakliga ockupationsperioder tyder på att Cueva del Niño fungerade som ett provisoriskt och sporadiskt läger, som neandertalarna använde i sina nomadiska förflyttningar genom Sierra del Segura och Mundoflodens avrinningsområde. Cueva del Niño är troligen en del av en grupp moustérienplatser som dokumenterats i regionen, vilket tyder på en viktig närvaro av neandertalare i Sierra del Segura. De skillnader som observerats mellan de två faserna tyder på att det finns en kris i de senare neandertalbefolkningarnas levnadssätt, oavsett vilket datum denna kris äger rum, vilket skulle kunna bidra till att klargöra orsaken till att denna art försvinner.

### Senpaleolitikum
De arkeologiska beläggen för mänsklig närvaro i Cueva del Niño under senare paleolitikum är fåtaliga. Den enda bevarade lämningen, förutom grottmålningarna, är den härd som hittades i grottans vestibul, under huvudpanelen av målningar. En kol-14-datering av ett ben från härden har gett en datering på 27 000 år BP (kalibrerad). Härden brann alltså under gravettian. Bland de arkeologiska lämningar återfanns  benrester av snösorkar, vilket tyder på ett kallare klimat. Eftersom få arkeologiska lokaler har hittats på platån från övre paleolitikum, och mest gäller det sista istidsmaximumet , har det antagits att närvaron av människor var lägre under hårda klimatförhållandena denna tid. Andra forskare menar att bristen på fynd beror på forskningluckor och dålig bevaring och att högplatån var befolkad under senpaleolitikum.